# Agrotis kinabaluensis
Agrotis kinabaluensis là một loài bướm đêm trong họ Noctuidae.